# Hoàng Đức Thắng
Hoàng Đức Thắng (sinh ngày 12 tháng 11 năm 1964) là một chính trị gia người Việt Nam. Ông hiện là đại biểu quốc hội Việt Nam khóa XIV nhiệm kì 2016-2021, thuộc đoàn đại biểu quốc hội tỉnh Quảng Trị, Trưởng Đoàn chuyên trách Đoàn đại biểu Quốc hội tỉnh Quảng Trị, Ủy viên Ủy ban về các vấn đề xã hội của Quốc hội, Chủ tịch Ủy ban Mặt trận Tổ quốc Việt Nam tỉnh Quảng Trị. Ông lần đầu trúng cử đại biểu quốc hội năm 2016 ở đơn vị bầu cử số 2, tỉnh Quảng Trị gồm có thành phố Đông Hà, thị xã Quảng Trị và các huyện: Triệu Phong, Hải Lăng.

## Xuất thân
Hoàng Đức Thắng sinh ngày 12 tháng 11 năm 1964 quê quán ở xã Vĩnh Lâm, huyện Vĩnh Linh, tỉnh Quảng Trị. 
Ông hiện cư trú ở Khu phố 5, phường 5, thành phố Đông Hà, tỉnh Quảng Trị.

## Giáo dục
- Giáo dục phổ thông: 10/10
- Cử nhân Quản trị kinh doanh
- Cử nhân lí luận chính trị

## Sự nghiệp
Ông gia nhập Đảng Cộng sản Việt Nam vào ngày 13/9/1983.
Ông từng là đại biểu hội đồng nhân dân tỉnh Quảng Trị nhiệm kỳ 2004-2011, 2011-2016.
Khi ứng cử đại biểu Quốc hội Việt Nam khóa XIV vào tháng 5 năm 2016 ông đang là Ủy viên Ủy ban Trung ương Mặt trận Tổ quốc Việt Nam,Ủy viên Ban thường vụ Tỉnh ủy, Bí thư Đảng đoàn, Chủ tịch Ủy ban Mặt trận Tổ quốc Việt Nam tỉnh Quảng Trị, làm việc ở Ủy ban Mặt trận Tổ quốc Việt Nam tỉnh Quảng Trị.
Ông đã trúng cử đại biểu quốc hội năm 2016 ở đơn vị bầu cử số 2, tỉnh Quảng Trị gồm có thành phố Đông Hà, thị xã Quảng Trị và các huyện: Triệu Phong, Hải Lăng, được 164.077 phiếu, đạt tỷ lệ 77,55% số phiếu hợp lệ.
Ông hiện là Ủy viên Ban Thường vụ Tỉnh ủy, Trưởng Đoàn chuyên trách Đoàn đại biểu Quốc hội tỉnh Quảng Trị, Ủy viên Ủy ban về các vấn đề xã hội của Quốc hội.
Ông đang làm việc ở Văn phòng Đoàn đại biểu Quốc hội tỉnh Quảng Trị.